# Dow Jones & Company
Dow Jones & Company — американська видавнича та фінансово-інформаційна компанія. Відома створеними Індексами ДоуДжонс.
Компанія була заснована у 1882 трьома репортерами: Чарльзом Доу, Едвардом Джонсом та Чарльзом Бергстресором. Подібно до Нью-Йорк Таймс та Вашингтон Пост акції компанії вільно продавались але контрольний пакет належав приватному капіталу. Компанія (64% акцій) належала родині Бенкрофт 105 років — з 1902 до 2007 р. 13 грудня 2007 р. корпорація News Corp Руперта Мердока купила Dow Jones. За ціною покупки 60 доларів США за акцію Dow Jones коштувала 5 мільярдів доларів.
Флагман компанії — щоденна американська газета The Wall Street Journal, що висвічує комерційну діяльність і фінансові новини та проблеми США та міжнародного співтовариства. Газета виходить з 8 липня 1889 року.
Інші версії газети включають:
- The Wall Street Journal Asia — висвічує ділове життя Азії.
- The Wall Street Journal Europe — висвічує ділове життя Європи.
- The Wall Street Journal Special Editions — відділення видає переклади статей виключно для місцевих газет Латинської Америки.

## Індекси Доу-Джонса
- Dow Jones Industrial Average
- Dow Jones Composite Average
- Dow Jones Global Titans
- Dow Jones Industrial Average — 30 акцій провідних промислових компаній
- Dow Jones Transportation Average — 20 акцій транспортних компаній
- Dow Jones Utility Average — 15 акцій підприємств громадського комунального господарства
- Dow Jones U.S. Large Cap Growth
- Dow Jones U.S. Large Cap Value
- Dow Jones U.S. Small Cap Growth
- Dow Jones U.S. Small Cap Value
- Dow Jones Wilshire 5000 Total Market Index повний індекс ринка
- Dow Jones Sustainability Index
- Dow Jones Hedge Funds Index індекс хедж фондів